# Notte con Mozart
Notte con Mozart è un testo teatrale di Laura Mancinelli pubblicato per la prima volta nel 1991 per il Roy Hart Theatre di Malérargues. In Italia è stato rappresentato per la prima volta nel 1999, al Piccolo Regio di Torino.

## Trama
I personaggi reali della vita di Mozart e i personaggi delle sue opere, che ad essi furono più o meno direttamente ispirati, si alternano sulla scena, discutendo animatamente fra loro, cantando arie mozartiane, ricordando episodi passati e danzando al suono della Sinfonia dei giocattoli.

## Edizioni
- Notte con Mozart, collana Collana di letteratura n. 26, illustrazioni di Fernando Eandi, L'Argonauta, 1991.